# 中文网志年会
中文网志年会是从2005年开始，在每年年末透过網誌空間组织的关于中文网络发展的指针性会议，更是全球关注中文网络发展的一次比较互动会议。会议以blog为中心，涉及了web 2.0的各个方面，用以呈现中文网志空间在过去一年中的巨大变化和对整个社会、文化、商业、技术的综合推动力。 
这个会议的突出特点是没有明确的主办方、组织者、以及传统的会议组织团队，所有组织活动都是发生在网络上，用各种网络通讯和协作工具民主地完成整个会议的准备、执行和后续传播过程。
中文网志年会对风险投资机构、创业团队以及各个特色日志者具有很强的吸引力。
2010年的网志年會原定於上海舉行，因為在上海交通大學與上海財經大學租借場地不成功，部分與會者只能在舉行當天上午在上海嘉定的艾未未工作室聚會。這亦是網誌年會首次被取消。
| 届次   | 时间                 | 地点 | 口号               | 備註     |
| ------ | -------------------- | ---- | ------------------ | -------- |
| 第一届 | 2005年11月5日－6日   | 上海 | 平等心，众生志     |          |
| 第二届 | 2006年10月28日－29日 | 杭州 | 众志成城           |          |
| 第三届 | 2007年11月3日－4日   | 北京 | 百花齐放，百家争鸣 |          |
| 第四屆 | 2008年11月15日－16日 | 廣州 | 和而不同，多志兴邦 |          |
| 第五届 | 2009年11月7日－8日   | 连州 | 微动力，广天地     |          |
| 第六届 | 2010年11月20日－21日 | 上海 |                    | 因故取消 |